# Olga Viluchinová
Olga Gennaďjevna Viluchinová (rusky Ольга Геннадьевна Вилухина, * 22. března 1988, Mežgorje, Sovětský svaz) je bývalá ruská biatlonistka, bronzová medailistka z Mistrovství světa 2012 ve stíhacím závodě. Ve světovém poháru byla nejlépe třikrát první s ruskou ženskou štafetu.

## Účast na velkých akcích

### Olympijské hry
Stupně vítězů na zimních olympijských hrách. Výsledky z olympijských her se započítávají do celkového hodnocení světového poháru.
Kvůli zapojení do ruského dopingového skandálu na ZOH v Soči byla Viluchinová ze všech disciplín těchto her, jichž se zúčastnila, 27. listopadu 2017 diskvalifikována disciplinární komisí Mezinárodního olympijského výboru. Původně získala stříbrnou medaili ve sprinterském závodě a tentýž kov v ženské štafetě. V září 2020 Mezinárodní sportovní arbitráž rozhodla o zrušení diskvalifikace Viluchinové.
| Olympijské hry | Místo       | Závod       | Pořadí           |
| ZOH 2014       | Soči, Rusko | sprint žen  | Stříbrná medaile |
| ZOH 2014       | Soči, Rusko | štafeta žen | DSQ              |

### Mistrovství světa
Stupně vítězů na mistrovstvích světa. Výsledky z mistrovství světa se započítávají do celkového hodnocení světového poháru.
| Mistrovství | Místo               | Závod                      | Pořadí           |
| MS 2012     | Ruhpolding, Německo | Stíhací závod - 10 km ženy | Bronzová medaile |